# Cynanchum ovalifolium
Cynanchum ovalifolium är en oleanderväxtart som beskrevs av Robert Wight. Cynanchum ovalifolium ingår i släktet Cynanchum och familjen oleanderväxter. Inga underarter finns listade i Catalogue of Life.